# الجبهة الشعبية لتحرير الأهواز
الجبهة الشعبية لتحرير الأهواز أو الجبهة الشعبية لتحرير الأحواز هي إحدى جبهات مقاومة عرب الأحواز. تأسست عام 1968 م وقامت بعمليات كثيرة وأصدرت عام 1971 صحيفة الأحواز.